# Francis Baldacchino
Francis Baldacchino OFMCap (* 6. Juli 1936 in Marsa, Malta; † 9. Oktober 2009 in Malta) war ein maltesischer Ordensgeistlicher und römisch-katholischer Bischof von Malindi in Kenia.

## Leben
Francis Baldacchino trat am  20. September 1953 der Ordensgemeinschaft der Kapuziner bei und legte am 26. September 1954 Profess ab. Er empfing am 18. März 1961  die Priesterweihe. Baldacchino gehörte 1974 zur ersten Gruppe von Kapuziner-Missionaren in Garissa im Nordosten von Kenia. Er engagierte sich vor allem für die Schulbildung in Mpeketoni und Lamu. Zwischen 1982 und 1988 war er Superior der Mission und kümmerte sich vor allem um den Nachwuchs kenianischer Kapuziner. 1984 wurde er Generalvikar im Bistum Garissa. Zudem hatte er wichtige Positionen seines Ordens in Kenia inne. Ab 1998 war er für kurze Zeit in Kuba tätig.
Am 2. Juni 2000 ernannte ihn Papst Johannes Paul II. zum ersten Bischof des mit gleichem Datum errichteten Bistums Malindi. Der Präfekt der Kongregation für die Evangelisierung der Völker, Jozef Kardinal Tomko, spendete ihm am 2. September desselben Jahres die Bischofsweihe; Mitkonsekratoren waren Paul Darmanin OFMCap, Bischof von Garissa, und John Njenga, Erzbischof von Mombasa.
Im Alter von 73 Jahren starb er am 9. Oktober 2009 und wurde am 13. Oktober 2009 in Floriana bei Valletta, Malta, beigesetzt.